# Chaetocanace koongarra
Chaetocanace koongarra är en tvåvingeart som beskrevs av Wayne N. Mathis 1996. Chaetocanace koongarra ingår i släktet Chaetocanace och familjen Canacidae.
Artens utbredningsområde är Northern Territory, Australien. Inga underarter finns listade i Catalogue of Life.